# Haboob

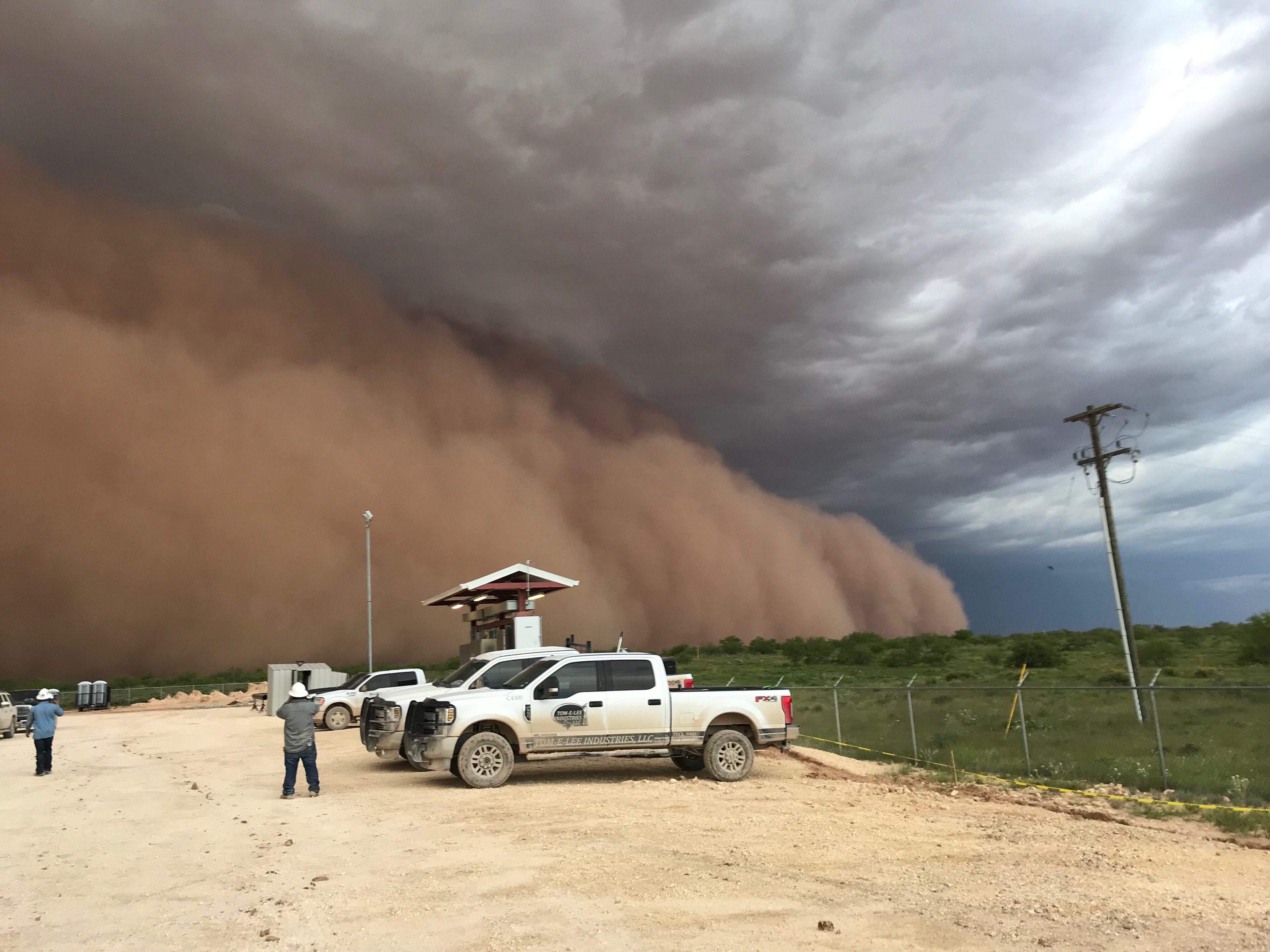
Haboob a Big Spring, Texas

Un haboob (de l'àrab: هَبوب, habūb) és un tipus de tempesta de pols intensa transportada per un corrent de gravetat atmosfèric, també conegut com a front meteorològic. Els haboobs es produeixen regularment a les regions de terra seca de tot el món.

## Descripció
Durant la formació de la tempesta elèctrica, els vents es mouen en una direcció oposada al viatge de la tempesta, i es mouen des de totes les direccions cap a la tempesta. Quan la tempesta col·lapsa i comença a alliberar precipitacions, les direccions del vent s'inverteixen, ràfegues cap a l'exterior de la tempesta i, generalment, les ràfegues més fortes en la direcció del viatge de la tempesta.
Quan aquest corrent descendent d'aire fred, o esclafit, arriba a terra, bufa llim i argila (col·lectivament, pols) secs i solts des del desert, creant una paret de sediment en l'aire que precedeix el núvol de tempesta. Aquest mur de pols pot fer fins a 100 km d'amplada i diversos quilòmetres d'elevació. En els moments més forts, els vents haboob sovint viatgen a 35–100 km/h (22–62 mph), i poden apropar-se amb poc o cap avís. Sovint, la pluja no apareix a nivell del sòl, ja que s'evapora a l'aire calent i sec (fenomen conegut com virga). L'evaporació refreda encara més l'aire corrent i l'accelera. Ocasionalment, quan la pluja persisteix, pot contenir una quantitat considerable de pols. Els casos greus s'anomenen tempestes de fang. La protecció dels ulls i del sistema respiratori és recomanable per a qualsevol persona que hagi d'estar fora durant un haboob. Es recomana traslladar-se al refugi durant un esdeveniment fort.

## Existència

### Orient Mitjà
Els haboobs s'han observat al Sàhara, al Sahel (normalment el Sudan, on van ser nomenats i descrits), així com a tota la Península Aràbiga, a tot Kuwait, i a les regions més àrides de l'Iraq. Els vents de Haboob a la Península Aràbiga, l'Iraq i Kuwait sovint es creen pel col·lapse d'una tempesta elèctrica.

### Nord d'Àfrica

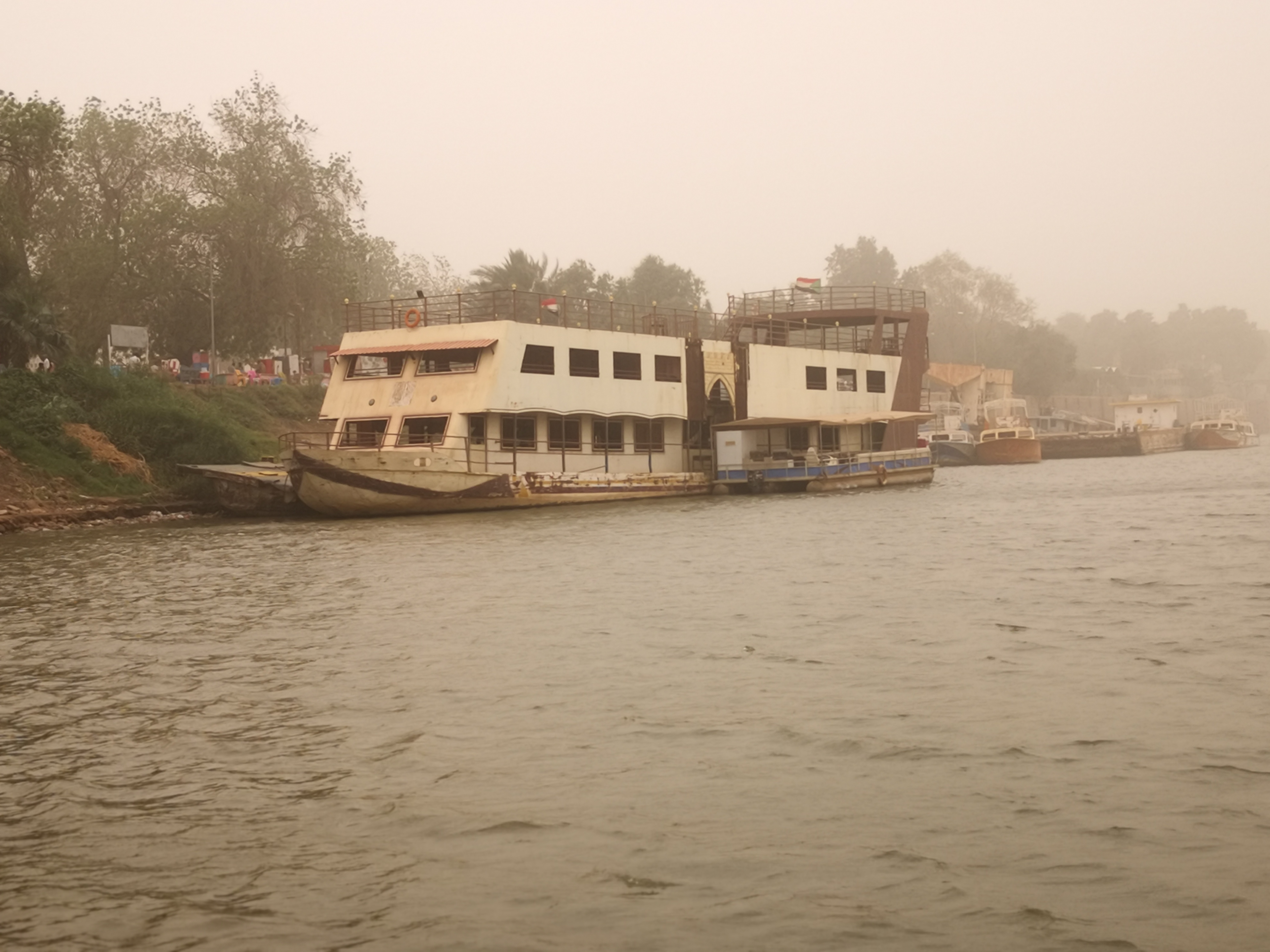
Petit vaixell al riu Nil, al Sudan

Els haboobs africans resulten del desplaçament estival cap al nord de la Zona de convergència intertropical cap al nord d'Àfrica, portant humitat del golf de Guinea.

### Austràlia
Els haboobs a Austràlia poden estar associats amb freqüència amb els front freds. Els deserts d'Austràlia Central, especialment a prop d'Alice Springs, són especialment propensos als haboobs, amb sorra i runes que arriben a diversos quilòmetres al cel i deixen fins a 30 cm de sorra al camí del haboob.

### Amèrica del nord
Igual que amb els haboobs a l'Orient Mitjà, els haboobs a Amèrica del Nord sovint es creen pel col·lapse d'una tempesta elèctrica. Es tracta d'un esdeveniment local o de mesoescala, i en moments de sequera extrema poden originar-se en regions agrícoles. Algunes de les tempestes de pols més famoses del Dust Bowl i condicions similars posteriors van ser, de fet, esdeveniments a escala sinòptica generalment generats per un fort pas frontal fred, amb tempestes l'11 de novembre de 1911, del 9 a l'11 de maig de 1934, el 14 d'abril de 1935 i el 19 de febrer de 1954, han estat exemples especialment viscuts.
Les regions àrides i semiàrides d'Amèrica del Nord (de fet, qualsevol regió seca) poden experimentar haboobs. A Amèrica del Nord, els termes més comuns per a aquests esdeveniments són tempesta de pols o tempesta de sorra. Als EUA, es troben freqüentment als deserts d'Arizona, fins i tot al voltant de les ciutats de Yuma i Phoenix; a Nou Mèxic, inclòs Albuquerque, l'est de Califòrnia i Texas. De vegades també es troben a la Conca de Colúmbia de l'Eastern Washington, gairebé sempre provocant un impacte a la ciutat de Spokane. Si aquestes tempestes són prou fortes, poden arribar fins a l'est fins a Post Falls i Moscow, al North Idaho.

### Mart
Les tempestes globals de pols a Mart s'han comparat amb els haboobs a la Terra.

### Tità
Les tempestes de pols de Tità observades el 2009 i el 2010 s'han comparat amb haboobs. Tanmateix, els núvols de tempesta convectiva estan composts per gotes de metà líquid, i la pols probablement està composta per tolins orgànics.